# Ernst Källström
Anders Ernst Theodor Källström, född 26 februari 1855 i Vrigstads socken, död 17 april 1903 i Stockholm, var en svensk apotekare.
Ernst Källström var son till fanjunkaren Edvard Leopold Källström. Han avlade farmacie studiosiexamen 1874 och apotekarexamen 1880, blev därefter assistent vid Farmaceutiska institutet och var 1885–1894 lärare i författningskunskap där. 1894–1895 uppehöll han professuren i naturalhistoria och farmakognosi vid institutet och från 1895 innehade han Apoteket Lejonet i Eskilstuna. Han var ledamot av kommittén för utarbetandet av 8:e upplagan av Svenska farmakopén (1901) och tillhörde senare den permanenta farmakopékommittén. Tillsammans med Carl Schimmelpfennig utgav han 1894 Författningar m. m. angående apoteksväsendet i Sverige. Källström är begravd på Norra begravningsplatsen utanför Stockholm.